# José Claer
José Claer, Josué Jude Carrier à l’état civil, né à Mont-Laurier (Québec) le 28 mai 1963 et mort le 4 janvier 2025, est un romancier et poète canadien.

## Biographie

### Enfance et études
Originaire de Mont-Laurier, José Claer écrit ses premiers poèmes après avoir lu ceux de Mary Ingalls dans Échos Vedettes. À vingt ans, en 1983, il soumet pour la première fois ses textes à un éditeur, Alain Stanké, qui les refuse. Assigné femme à la naissance, il transitionne dans les années 1990.
José Claer est titulaire d'un baccalauréat ès arts en communication de l'Université d'Ottawa.

### Carrière littéraire
Vivant à Gatineau, José Claer parvient à faire publier en 2001, aux éditions Vents d'Ouest, son premier roman, Nue, un dimanche de pluie, dans lequel il met en scène des relations saphiques sado-masochistes. Trois ans plus tard parait chez le même éditeur son second roman, Les nymphéas s'endorment à cinq heures, dans lequel il explore les initiations successives d'une adolescente pendant la Seconde Guerre mondiale, à Paris.
José Claer retourne ensuite à la poésie et fait publier son premier recueil, Squatteur d'imaginaire, en 2010 aux Éditions L'Interligne. Familier de la maison, il rédige en effet depuis 2009 des critiques d'expositions pour la revue Liaison, qu'elle édite. Après quoi, cinq autres titres paraissent chez cet éditeur au cours de la décennie, le dernier en date étant Mordre jusqu'au sang dans le rouge à lèvres, paru en 2019. Premier de ses ouvrages à être écrit en joual, il s'agit également du premier dans lequel il évoque franchement sa transidentité. Il revient d'ailleurs fréquemment sur le sujet dans les interviews qui suivent la parution de son recueil, évoquant un véritable « changement de cap littéraire » : il ne fait désormais plus « dans la dentelle », mais « du dental ».
Membre de l'Association des auteurs et auteures de l'Outaouais, il en est également le président en 2021,. Il fait aussi partie du collectif de slam SlamOutaouais depuis 2018.
En 2021, José Claer est finaliste du Prix du CALQ - Artiste de l'année en Outaouais.
Après l'avoir rencontrée en 2021, à l'occasion du programme Express Motel, José Claer collabore avec la chanteuse et musicienne Yolande Laroche à un projet multidisciplinaire intitulé La Papesse woke. Celui-ci est retenu en 2023 par le jury de la résidence Projet 3e œil.

### Militantisme
Depuis 2013, José Claer coanime le groupe Trans-Outaouais, qui se réunit deux fois par mois.
En 2021, il participe à la campagne de prévention du suicide « Ça va mieux », d'Opération Gareautrain, à l'occasion de laquelle il évoque les pensées suicidaires qui l'ont habité avant qu'il transitionne.

## Langue et thèmes
Alors que ses premiers ouvrages sont écrits en « français de France », José Claer commence à composer des poèmes en joual à la suite de sa rencontre, à l'occasion d'une performance de Marjolaine Beauchamp en 2017, avec Alexandre Deschênes. Il rejoint ensuite le collectif qu'a créé ce dernier, Joual de Bataille, en 2018. L'année suivante parait son premier recueil de poèmes en joual : Mordre jusqu'au sang dans le rouge à lèvres, aux éditions L'Interligne.
Si la dimension autobiographique de ses textes est très importante, José Claer se sert également de l'écriture pour vivre « ce qu'[il] ne [se] permet pas encore dans la vie », et ce depuis l'adolescence. Il déclare ainsi avoir commencé à composer des textes pour, « à travers [ses] avatars masculins, pouv[oir] vivre toutes [ses] histoires d'amour, transmettre [ses] désirs les plus viscéraux ». José Claer affirme d'ailleurs que c'est sur la sexualité et les relations sexuelles qu'il travaille le plus quand il écrit.
L'une des quêtes préférées de l’auteur est de se focaliser sur les initiations, qui décident de la personnalité et orientent l'émotion ; chez lui les sens sont toujours interdits et la promiscuité à couper au couteau[réf. nécessaire].

## Œuvre

### Romans
- Nue, un dimanche de pluie, Gatineau, Vents d'Ouest, 2001
- Les nymphéas s'endorment à cinq heures, Gatineau, Vents d'Ouest, 2004, 170 p.
- Ansi Soit-iel, Ottawa, L'Interligne, 2023, 248 p. (ISBN 978-2-89699-806-7)

### Poésie
- Squatteur d'imaginaire, Ottawa, L'Interligne, 2010, 88 p. (ISBN 978-2-923274-65-2)
- À l'abattoir des anges, Ottawa, L'Interligne, 2012, 152 p. (ISBN 978-2-923274-97-3)
- Sortilège de l’œil, Ottawa, L'Interligne, 2013, 88 p. (ISBN 978-2-89699-362-8)
- À l'épicentre de l'éternité, Ottawa, L'Interligne, 2016, 152 p. (ISBN 978-2-89699-476-2)
- Chantal DesRochers et José Claer, Requiem pour une muse perdue, Ottawa, L'Interligne, 2018, 126 p. (ISBN 978-2-89699-551-6)
- Mordre jusqu'au sang dans le rouge à lèvres, Ottawa, L'Interligne, 2019, 88 p. (ISBN 978-2-89699-671-1)

#### Poèmes parus hors recueil
- « Lit-brasero », Brèves littéraires, nos 90-91,‎ 2015, p. 116-117 (lire en ligne)

### Critiques
- « Partition pour tableaux en friche », Vie des arts, no 194,‎ 2004
- « Vive la folie douce », Vie des arts, no 195,‎ 2004
- « Ménage à trois : Entre l'humain, l'animal et l'art », Liaison, no 144,‎ 2009, p. 40-41 (lire en ligne)
- « Dessine-moi le cri d'un mouton », Liaison, no 145,‎ 2009, p. 28-30 (lire en ligne)
- « Une artiste au pied de la lettre T », Liaison, no 146,‎ 2009-2010, p. 54
- « À la recherche de l'équation pour apprivoiser la poésie », Liaison, no 147,‎ 2010, p. 31
- « Moments de double densité pour œil qui louche », Liaison, no 148,‎ 2010, p. 35
- « Mordre dans la couleur à pleines dents », Liaison, no 149,‎ 2010, p. 44
- « C'est la faute aux couleurs », Liaison, no 149,‎ 2010, p. 47

## Articles de presse
- Le Devoir, Christian Desmeules, p. F3, Intérieur clair-obscur, édition du 24 et 25 avril 2004.
- Québec français, n° 136, hiver 2005, p. 11, « José Claer ».
- Mots passants..., n° 17, printemps 2004, p. 18, « Les Nymphéas de cinq à sept ? »
- Le Droit, 10 novembre 2001, Claude Bisaillon, « Un rendez-vous prometteur »